# Agnes Totter
Agnes Totter (nascida a 27 de Maio de 1974) é uma política austríaca do Partido Popular que serve como membro do Conselho Nacional desde 2019. É também a presidente executiva do Lehrerbund Steiermark.